# Pernă de aer

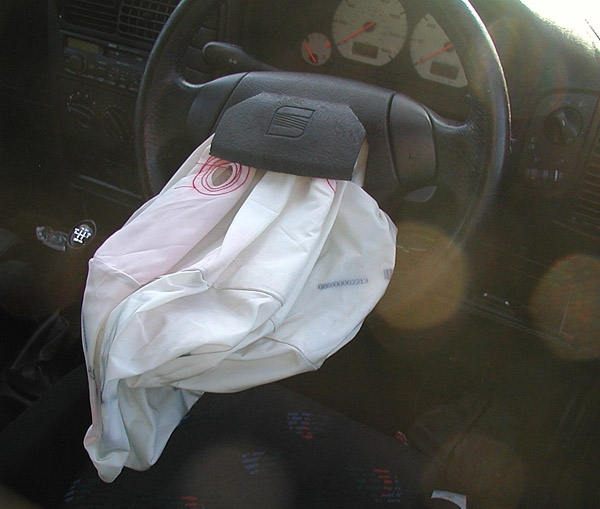
Airbag-urile automobillelor asemănătoare cu acesta dintr-un SEAT Ibiza se umflă și dezumflă în aproximativ 0.05 secunde

O pernă de aer (engleză airbag) este un dispozitiv de siguranță pentru autovehicule sub forma unui balon din material flexibil. Este proiectat să se umfle foarte rapid în cazul unei coliziuni, pentru a preveni lovirea pasagerilor de obiectele dure din interiorul autovehiculului.

## Terminologie
Din cauza faptului că nu este nevoie de activarea dispozitivului sau folosirea sa de catre șofer sau pasager, este considerat un dispozitiv de siguranță pasiv. Din punctul acesta de vedere este diferit de centura de siguranță, care este un sistem activ datorită necesității șoferului de a acționa pentru a fi folosită.Confuzia terminologică se poate ivi din cauza faptului că sistemele pasive de siguranță, ca și airbag-ul, poate opera într-un mod activ.
De-a lungul timpului, unii fabricanți au folosit terminologii diferite pentru airbag. În anii 1970, compania General Motors folosea termenul de Air Cushion Restraint System (Sistem de reținere prin amortizare cu aer). În America de Nord ca termeni generali erau folosiți și Supplemental Restraint System (SRS) (Sistem de reținere suplimentar), sau Supplemental Inflatable Restraint (SIR) (Reținere suplimentară prin umflare).

## Istoric
Inventatorul American Dr. Allen S. Breed a dezvoltat o componentă cheie a airbag-ului și anume senzorul inerțial bilă-în-tub pentru detectarea coliziunilor. Inovația a fost vândută companiei Chrysler în anul 1967. Un sistem asemănător airbag-ului a fost dezvoltat de Eaton, Yale & Towne Inc. pentru Ford, pe când în Italia se găsea o variantă cu sistem de amortizare locală cu ajutorul aerului.

### Ca alternativă la centura de siguranță
Pernele de aer au fost introduse la mijlocul anilor 1970 în SUA, pe când statisticile arătau că folosirea centurilor de siguranță se făcea rar de către șoferi. Acestea au fost introduse pe piață ca o alternativă a centurilor, cu un nivel de siguranță asemănător pentru coliziunile frontale.

Dezvoltarea pernelor de aer a coincis cu interesul internațional asupra legislațiilor pentru siguranța autoturismelor.

### Ca protecție suplimentară
Industria auto și comunitățile regulatoare și de cercetare și-au schimbat viziunea inițială a pernei de aer ca alternativă a centurii de siguranță și au desemnat-o ca fiind un sistem suplimentar de protecție.
În 1980, Mercedes-Benz a introdus în Germania perna de aer patentată în 1971 ca o opțiune pentru autoturismul de lux S-Class (W126), pe lângă alte opțiuni ca suspensia hidro-pneumatică. În autovehiculele Mercedes de la acea vreme, în timpul impactului, un senzor strângea centura de siguranță în jurul pasagerului, apoi activa perna de aer. Așadar, airbag-ul nu mai era vândut ca o alternativă a centurii, ci ca un sistem în plus pentru siguranța pasagerilor.
În 1987, Porsche 944 turbo a devenit primul autoturism din lume care avea perna de aer pentru șofer și pasager ca echipament standard. Tot în acest an airbag-ul a fost introdus în autoturismul japonez Acura Legend.
În Europa pernele de aer au fost aproape absente în autoturismele de familie până la începutul anilor 1990 (excepție făcând Saab).
Începând cu anii 2000 pernele de aer frontale precum și cele laterale erau un sistem de siguranță standard pentru automobile. 
Toyota Avensis (1998) a fost prima mașina de producție în masă cu un total de nouă airbag-uri.

### Ca sistem de siguranță reglementat
Pe data de 11 iulie 1984 în SUA, guvernul american a introdus ca standard obligatoriu echiparea autovehiculelor cu perne de aer începând de la 1 aprilie 1989.
În Europa, precum și în restul țărilor dezvoltate, nu se reglementează în mod direct obligativitatea echipării autovehiculelor cu airbag-uri, dar programul de evaluare Euro NCAP încurajează companiile să abordeze comprehensiv domeniul siguranței pasagerilor.

## Sistemul de funcționare

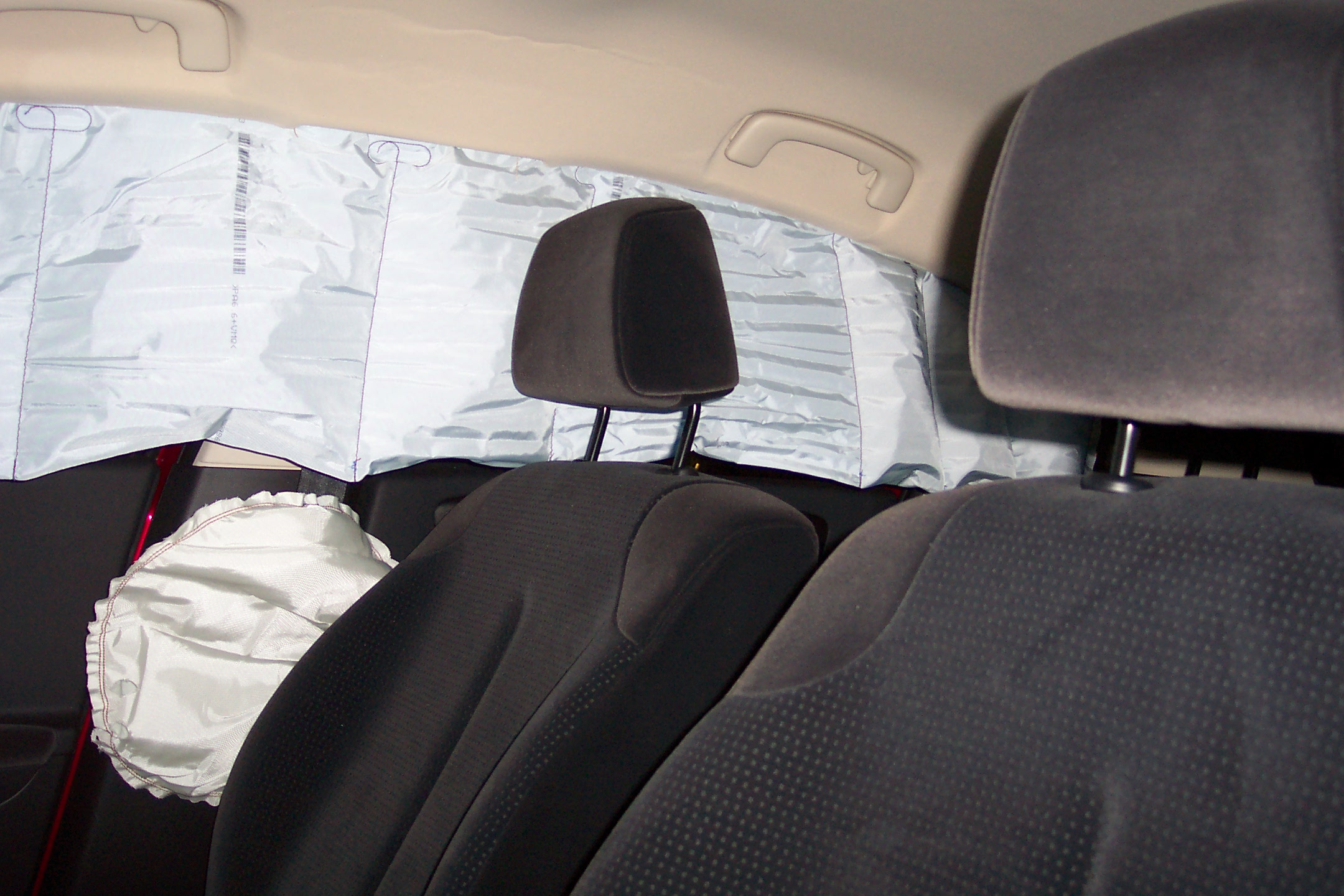
Pernă de aer tip cortină

Conceptual sistemul de pernă de aer este simplu; O unitate de control (engleză Airbag control unit-ACU) monitorizează anumiți senzori cum ar fi accelerometre, senzori de impact, senzori de viteză a roții, giroscoape, senzori de frână sau senzori de scaun. Când anumiți factori au fost atinși, unitatea de control activează combustia unui gaz care umflă rapid perna de aer. În momentul în care ocupantul autoturismului intră în contact cu perna, gazul scapă controlat prin mici găuri de ventilație.
Pernele de aer frontale nu protejează ocupanții de ciocnirile laterale, din spate sau rostogoliri. De asemenea, deoarece pernele de aer se activează o singură dată, acestea nu oferă protecție în timpul coliziunilor multiple.
La autoturismele care au senzori de rostogolire, în cazul în care se determină că accidentul este iminent, acestea activează automat pernele de aer frontale și laterale (tip cortină) pentru a proteja ocupanții de impactul cu interiorul, precum și de a nu fi aruncați în exterior.

## Randamentul ca sistem de siguranță
Un studiu din SUA arată că au fost salvate până la 6.000 de vieți omenești mulțumită pernelor de aer. Aceast număr este reprezentativ numai pentru Statele Unite.

## Folosirea pernelor de aer în aeronautică și armată

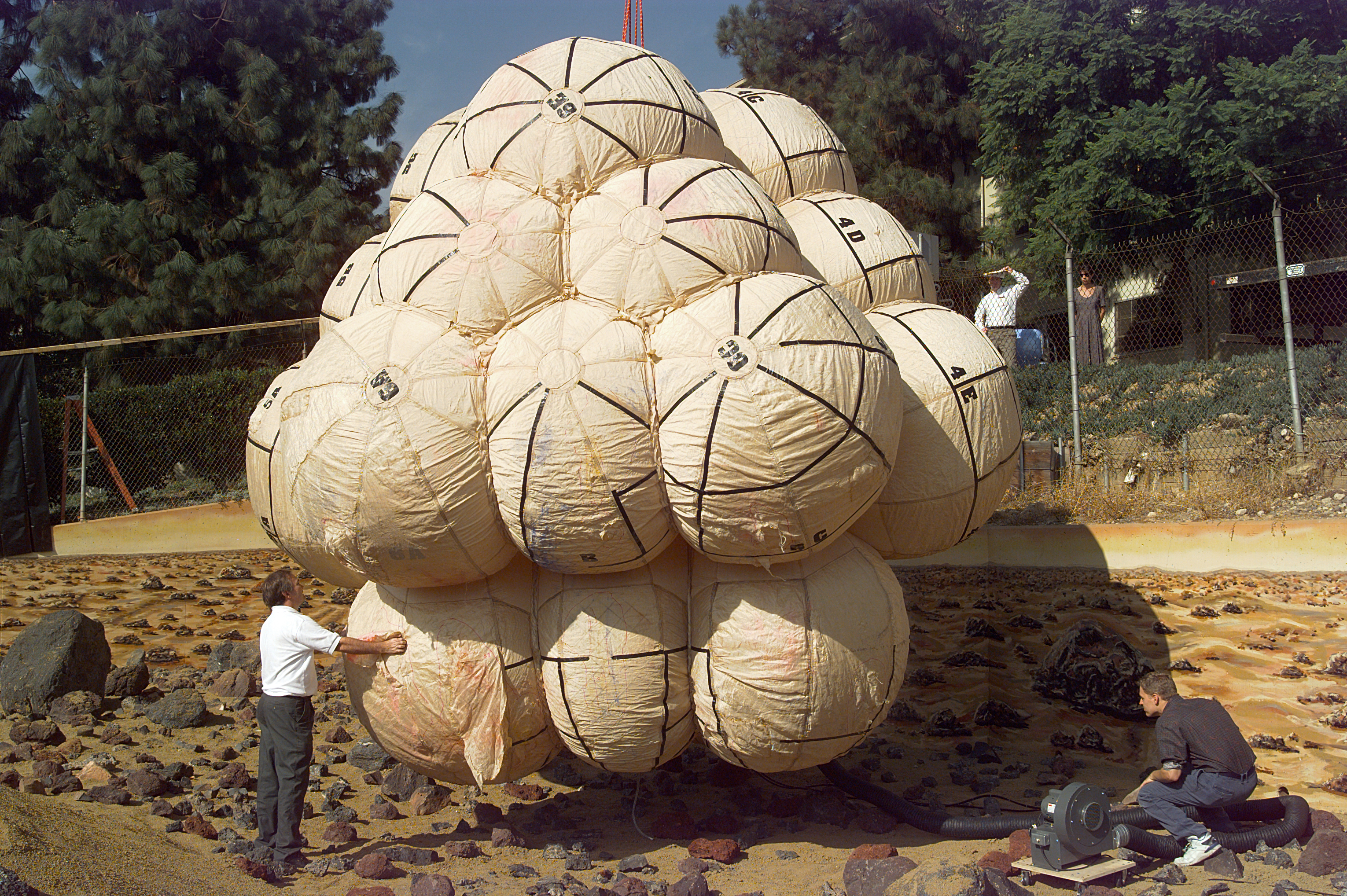
Teste NASA pentru Mars Pathfinder

Industria aerospațială și guvernul Statelor Unite aplică tehnologia pernelor de aer de mulți ani. Agenția NASA a încorporat sistemul de airbag în multiple misiuni spațiale încă din anii 1960.

### Sisteme de aterizare și amerizare folosind sistemul de pernă de aer
Pernele de aer au fost folosite prima dată pentru amerizări în misiunile Luna 9 și Luna 13 în 1966 de către NASA. De asemenea a fost folosit și în misiunile de simulare Mars Pathfinder precum și misiunile Mars Exploration Rover pe suprafața planetei Marte.
Armata Statelor Unite a implementat sistemul pe elicopterele UH-60 Black Hawk și OH-58 Kiowa Warrior.